# Zaglav
Zaglav is een plaats in de gemeente Sali in de Kroatische provincie Zadar. De plaats telt 174 inwoners (2011).